# Idaea ruptifascia
Idaea ruptifascia là một loài bướm đêm trong họ Geometridae.